# Regionalverkehre Start Deutschland

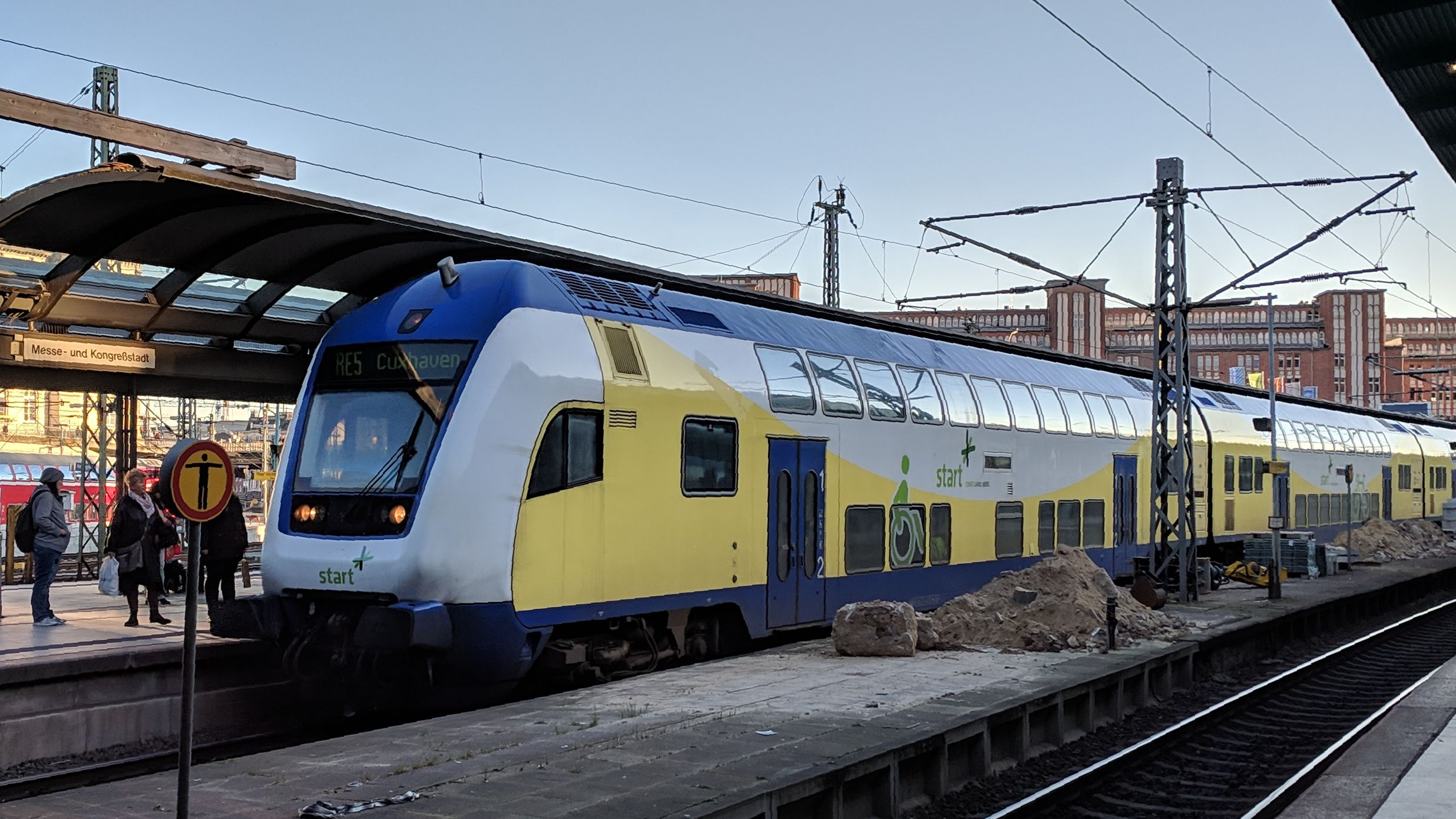
Zug im Hauptbahnhof Hamburg

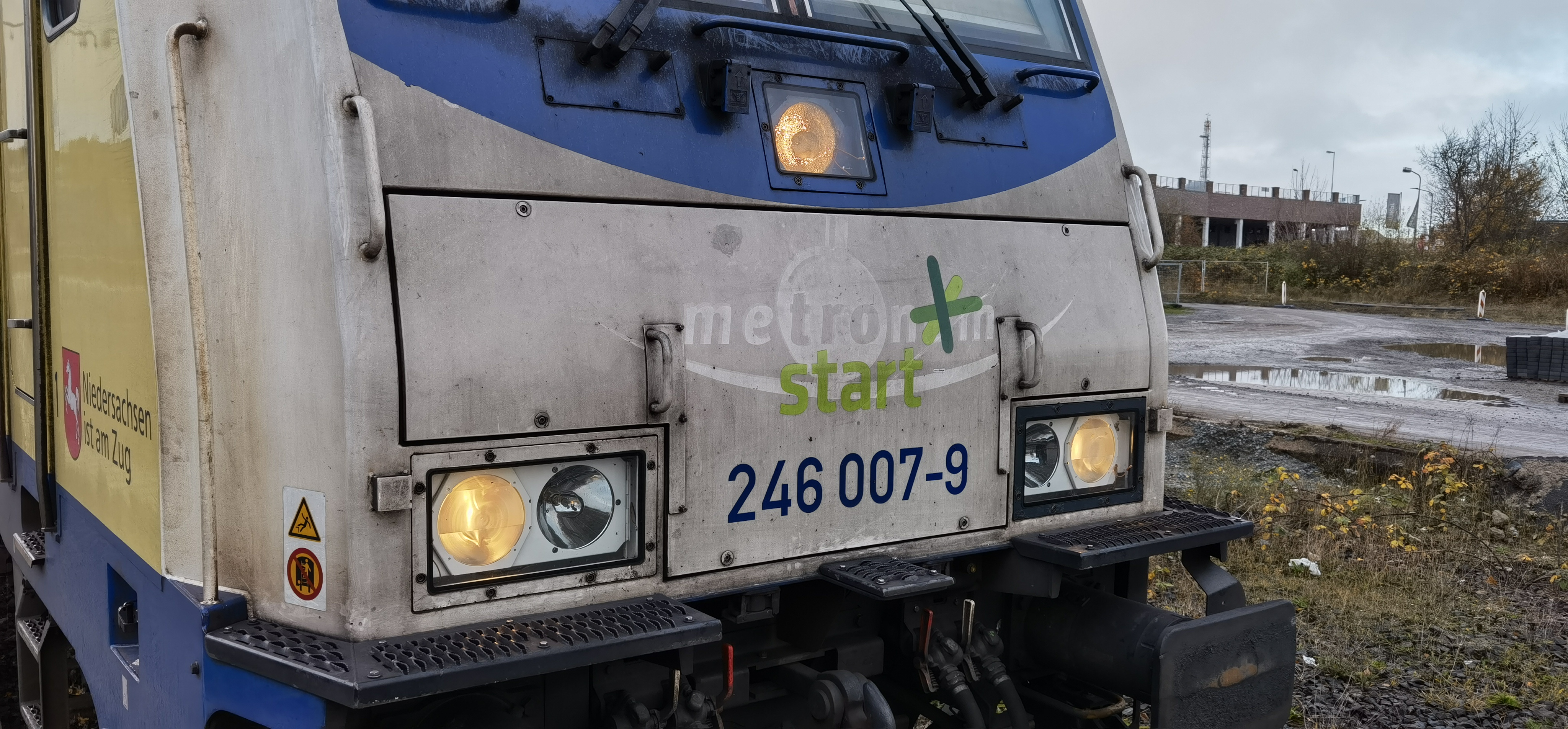
start-Logo über dem ehemaligen metronom-Logo auf einer Lokomotive in Cuxhaven

Die Regionalverkehre Start Deutschland GmbH ist ein deutsches Eisenbahnverkehrsunternehmen (EVU), das Schienenpersonennahverkehr in Bremen, Hamburg, Hessen, Niedersachsen, Thüringen, Sachsen-Anhalt und Nordrhein-Westfalen betreibt. Das Unternehmen ist eine Tochter der DB Regio AG, ihrerseits eine Tochter der Deutschen Bahn AG (DB AG).
Das Unternehmen möchte nach eigenen Angaben wie ein Start-up-Unternehmen „schlank und dynamisch“ agieren und somit dem steigenden Kosten- und Leistungsdruck im deutschen Schienenpersonennahverkehr gerecht werden. Dieser entstand unter anderem durch die Liberalisierung des Nahverkehrs in Deutschland und die damit verbundenen Ausschreibungen in den jeweiligen Bundesländern. Die Muttergesellschaft DB Regio hatte unter diesem Druck in den Jahren zuvor viele Strecken verloren.

## Unternehmensgeschichte
Das hundertprozentige Tochterunternehmen der DB Regio wurde im Jahr 2016 unter dem Namen Blitz B16-216 GmbH in München gegründet. Die Sicherheitsbescheinigung und Zulassung als EVU wurde im November 2017 vom Eisenbahn-Bundesamt erteilt.
Folgende Tochterunternehmen wurden ursprünglich gegründet:
- Verkehrsgesellschaft Start Emscher-Münsterland mbH (16. September 2016)
- Verkehrsgesellschaft Start Niedersachsen mbH (19. September 2016)
- Verkehrsgesellschaft Start Augsburg mbH (20. September 2016)
- Verkehrsgesellschaft Start NRW mbH (20. September 2016)
- Verkehrsgesellschaft Start Ostsachsen mbH, ehemals Verkehrsgesellschaft Start Ruhr-Sieg mbH (20. September 2016)
- Verkehrsgesellschaft Start Unterelbe mbH (28. Dezember 2016)

Am 15. September 2020 gab Start bekannt, alle bisherigen Gesellschaften mit der Regionalverkehre Start Deutschland GmbH zu verschmelzen und künftig nur noch unter einem Namen auftreten zu wollen.

## Verkehr

### Liniennetz

#### Aktueller Betrieb
| Linie        | Linienweg | Netz und Laufzeit                                | Aufgabenträger                         | Fahrzeuge                                                    | vorheriger Betreiber           |
| ------------ | --- | ------------------------------------------------ | -------------------------------------- | ------------------------------------------------------------ | ------------------------------ |
| RE 5         | Hamburg Hbf – Hamburg-Harburg – Buxtehude – Stade – Cuxhaven | Unterelbe-Netz (12.2018–12.2027)                 | LNVG, hvv                              | Traxx P160 DE (246) + 5 Doppelstockwagen (Fahrzeugpool LNVG) | Metronom                       |
| RB 37        | Bremen Hbf – Soltau – Uelzen | Dieselnetz Niedersachsen-Mitte (12.2021–12.2029) | LNVG, Region Hannover, NWL, SKUMS, hvv | Alstom Coradia LINT (Fahrzeugpool LNVG)                      | erixx                          |
| RB 38        | Hamburg-Harburg – Buchholz – Soltau – Hannover Hbf | Dieselnetz Niedersachsen-Mitte (12.2021–12.2029) | LNVG, Region Hannover, NWL, SKUMS, hvv | Alstom Coradia LINT (Fahrzeugpool LNVG)                      | erixx                          |
| RB 77        | Hildesheim Hbf – Hameln – Löhne – Bünde/Herford | Dieselnetz Niedersachsen-Mitte (12.2021–12.2029) | LNVG, Region Hannover, NWL, SKUMS, hvv | Alstom Coradia LINT (Fahrzeugpool LNVG)                      | NordWestBahn                   |
| RB 79        | Hildesheim Hbf – Bodenburg | Dieselnetz Niedersachsen-Mitte (12.2021–12.2029) | LNVG, Region Hannover, NWL, SKUMS, hvv | Alstom Coradia LINT (Fahrzeugpool LNVG)                      | NordWestBahn                   |
| RB 11        | Bad Soden – Frankfurt-Höchst (ab 01.04.2023) | Taunus-Netz (12.2022–12.2034)                    | RMV                                    | Alstom Coradia iLINT                                         | Hessische Landesbahn           |
| RB 12        | Königstein – Kelkheim – Frankfurt-Höchst – Frankfurt Hbf | Taunus-Netz (12.2022–12.2034)                    | RMV                                    | Alstom Coradia iLINT                                         | Hessische Landesbahn           |
| RB 15        | Brandoberndorf – Friedrichsdorf – Bad Homburg (– Frankfurt Hbf)                                                                                                 | Taunus-Netz (12.2022–12.2034)                    | RMV                                    | Alstom Coradia iLINT                                         | Hessische Landesbahn           |
| RB 16        | Friedberg – Friedrichsdorf (– Bad Homburg) (ab 01.04.2023) | Taunus-Netz (12.2022–12.2034)                    | RMV                                    | Alstom Coradia iLINT                                         | Hessische Landesbahn           |
| HBX (RE 11a) | Berlin Ostbahnhof – Berlin Hbf – Potsdam Hbf – Brandenburg Hbf – Genthin – Burg (Magdeburg) – Magdeburg Hbf – Oschersleben – Halberstadt Hbf – Thale Hbf/Goslar | Dieselnetz Sachsen-Anhalt II (12.2024–12.2032)   | NASA, TLBV, RGB                        | LINT 41                                                      | Abellio Rail Mitteldeutschland |
| RE 4         | Halle (Saale) Hbf – Könnern – Sandersleben – Aschersleben – Halberstadt Hbf – Wernigerode Hbf – Goslar                                                          | Dieselnetz Sachsen-Anhalt II (12.2024–12.2032)   | NASA, TLBV, RGB                        | LINT 41                                                      | Abellio Rail Mitteldeutschland |
| RE 6         | Magdeburg Hbf – Haldensleben – Oebisfelde – Wolfsburg Hbf | Dieselnetz Sachsen-Anhalt II (12.2024–12.2032)   | NASA, TLBV, RGB                        | LINT 41                                                      | Abellio Rail Mitteldeutschland |
| RE 10        | Magdeburg Hbf – Schönebeck – Güsten – Sangerhausen – Sömmerda – Erfurt Hbf                                                                                      | Dieselnetz Sachsen-Anhalt II (12.2024–12.2032)   | NASA, TLBV, RGB                        | LINT 41                                                      | Abellio Rail Mitteldeutschland |
| RE 11        | Magdeburg Hbf – Oschersleben – Halberstadt Hbf – Quedlinburg – Thale Hbf                                                                                        | Dieselnetz Sachsen-Anhalt II (12.2024–12.2032)   | NASA, TLBV, RGB                        | LINT 41                                                      | Abellio Rail Mitteldeutschland |
| RE 21        | Magdeburg Hbf – Oschersleben – Halberstadt Hbf – Wernigerode Hbf – Vienenburg – Goslar                                                                          | Dieselnetz Sachsen-Anhalt II (12.2024–12.2032)   | NASA, TLBV, RGB                        | LINT 41                                                      | Abellio Rail Mitteldeutschland |
| RE 24        | Halle (Saale) Hbf – Könnern – Sandersleben – Aschersleben – Halberstadt Hbf                                                                                     | Dieselnetz Sachsen-Anhalt II (12.2024–12.2032)   | NASA, TLBV, RGB                        | LINT 41                                                      | Abellio Rail Mitteldeutschland |
| RE 31        | Magdeburg Hbf – Oschersleben – Halberstadt Hbf – Blankenburg | Dieselnetz Sachsen-Anhalt II (12.2024–12.2032)   | NASA, TLBV, RGB                        | LINT 41                                                      | Abellio Rail Mitteldeutschland |
| RB 35        | Stendal Hbf – Gardelegen – Oebisfelde – Wolfsburg Hbf | Dieselnetz Sachsen-Anhalt II (12.2024–12.2032)   | NASA, TLBV, RGB                        | LINT 41                                                      | Abellio Rail Mitteldeutschland |
| RB 36        | Magdeburg Hbf – Magdeburg-Neustadt – Barleben – Haldensleben – Oebisfelde – Wolfsburg Hbf                                                                       | Dieselnetz Sachsen-Anhalt II (12.2024–12.2032)   | NASA, TLBV, RGB                        | LINT 41                                                      | Abellio Rail Mitteldeutschland |
| RB 41        | Magdeburg Hbf – Staßfurt – Güsten – Aschersleben | Dieselnetz Sachsen-Anhalt II (12.2024–12.2032)   | NASA, TLBV, RGB                        | LINT 41                                                      | Abellio Rail Mitteldeutschland |
| RB 43        | Magdeburg Hbf – Osterweddingen – Oschersleben | Dieselnetz Sachsen-Anhalt II (12.2024–12.2032)   | NASA, TLBV, RGB                        | LINT 41                                                      | Abellio Rail Mitteldeutschland |
| RB 44        | Halberstadt Hbf – Wegeleben – Aschersleben | Dieselnetz Sachsen-Anhalt II (12.2024–12.2032)   | NASA, TLBV, RGB                        | LINT 41                                                      | Abellio Rail Mitteldeutschland |
| RB 47        | Halle (Saale) Hbf – Könnern – Bernburg Hbf – Calbe (Saale) Ost – Schönebeck – Magdeburg Hbf                                                                     | Dieselnetz Sachsen-Anhalt II (12.2024–12.2032)   | NASA, TLBV, RGB                        | LINT 41                                                      | Abellio Rail Mitteldeutschland |
| RB 50        | Dessau Hbf – Köthen – Bernburg Hbf – Güsten – Aschersleben | Dieselnetz Sachsen-Anhalt II (12.2024–12.2032)   | NASA, TLBV, RGB                        | LINT 41                                                      | Abellio Rail Mitteldeutschland |
| RB 77        | Naumburg (Saale) Ost – Naumburg (Saale) Hbf – Laucha – Nebra – Wangen                                                                                           | Dieselnetz Sachsen-Anhalt II (12.2024–12.2032)   | NASA, TLBV, RGB                        | LINT 41                                                      | Abellio Rail Mitteldeutschland |

#### Zukünftiger Betrieb
| Linie | Linienweg                                                                                                | Netz und Laufzeit                     | Auftraggeber   | Fahrzeuge                      | vorheriger Betreiber |
| ----- | --- | ------------------------------------- | -------------- | ------------------------------ | -------------------- |
| RE 13 | Hamm Hbf – Hagen Hbf – Wuppertal Hbf – Düsseldorf Hbf – Mönchengladbach Hbf – Venlo – Eindhoven Centraal | Maas-Wupper-Express (12.2026–12.2040) | VRR, NWL, IenW | Stadler Flirt 3XL (Mehrsystem) | eurobahn             |

### Unterelbe-Netz

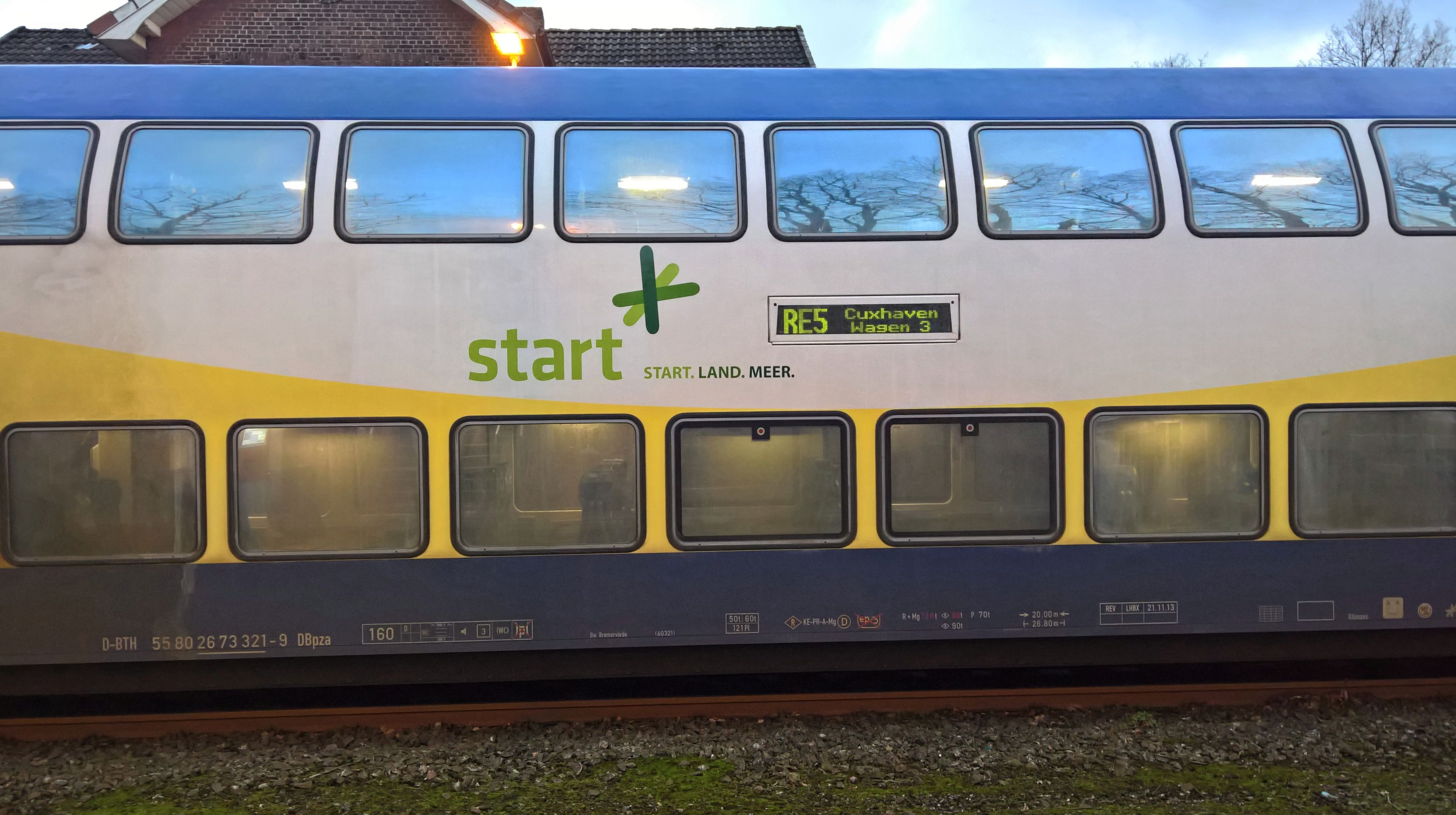
Ein Wagen der Start Unterelbe in Cadenberge

Als erstes Netz übernahm Regionalverkehre Start Deutschland den Betrieb der Linie Hamburg Hbf–Cuxhaven (RE 5) von Dezember 2018 bis Dezember 2027 mit der Tochter Verkehrsgesellschaft Start Unterelbe, Sitz Cuxhaven. Diese Linie wurde zuvor von der Metronom Eisenbahngesellschaft betrieben. Für den Betrieb werden 8 Diesellokomotiven sowie 38 Doppelstockwagen aus dem landeseigenen Fahrzeugpool der LNVG angemietet, die bereits zuvor auf der Strecke im Einsatz waren. Ebenso wurde den bisherigen metronom-Mitarbeitern ein Übernahmeangebot gemacht. Die Züge werden wie bereits zuvor vom Hersteller Bombardier in Bremervörde instand gehalten.

### Dieselnetz Niedersachsen-Mitte

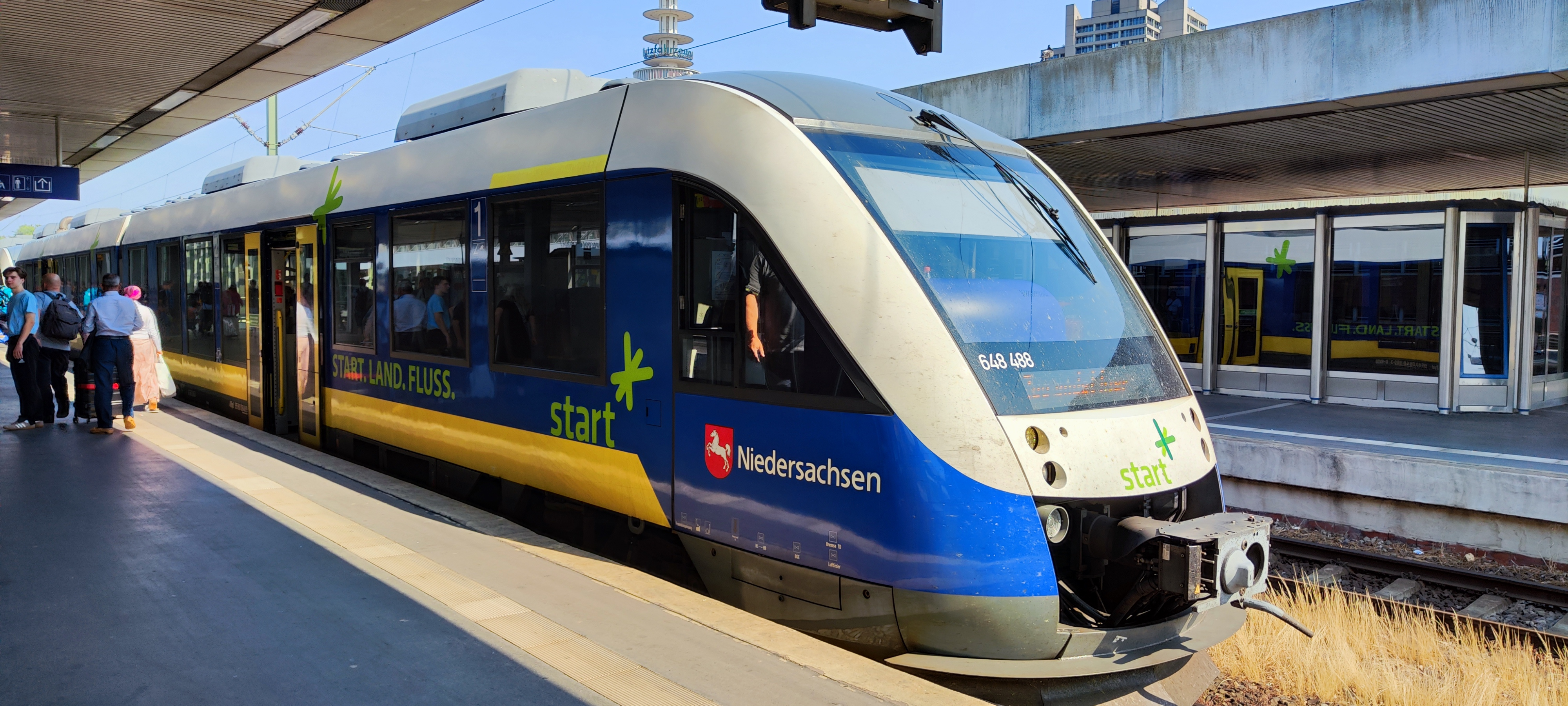
LINT 41 im Dieselnetz Niedersachsen-Mitte

Die Landesnahverkehrsgesellschaft Niedersachsen (LNVG) und der Nahverkehr Westfalen-Lippe (NWL) vergaben das Dieselnetz Niedersachsen-Mitte im September 2020 zunächst an DB Regio. Im November 2020 wurde bekanntgegeben, dass das Netz an Regionalverkehre Start Deutschland übertragen wird, die den Betrieb im Dezember 2021 aufnahm.
Das Netz umfasst zwei bisher getrennt vergebende Teilnetze: die Linien RB 37 (Bremen Hbf–Soltau–Uelzen) und RB 38 (Hannover Hbf–Soltau–Buchholz (Nordheide)–Hamburg-Harburg) waren vorher als Heidekreuz von erixx, dem Heidesprinter, betrieben worden. Das Weser-/Lammetalbahn-Netz mit den Linien RB 77 (Hildesheim Hbf–Hameln–Löhne–Bünde) und RB 79 (Hildesheim–Bodenburg) betrieb vorher die NordWestBahn.
Es kommen weiterhin die Fahrzeuge des Typs Alstom Coradia LINT aus dem Fahrzeugpool der LNVG zum Einsatz. Firmensitz der Start Niedersachsen Mitte ist seit November 2021 Soltau. In Hannover und Hildesheim, gibt es je eine Zweigstelle. Stand 2021 werden etwa 170 Mitarbeiter beschäftigt.
Nach der Übernahme des Netzes kam es zu Kritik an Start Niedersachsen, da der Betrieb unzuverlässig geworden sei. Es käme vermehrt zu Fahrtausfällen, Verspätungen und verpassten Anschlüssen, und die Fahrgäste würden nicht gut informiert. Der Start drohte eine Abmahnung durch den zuständigen Aufgabenträger, die Landesnahverkehrsgesellschaft Niedersachsen (LNVG). Letztendlich erhielt Start Niedersachsen im November 2022 eine Vertragsstrafe in Höhe von 2,7 Millionen Euro wegen ausgefallener und verspäteter Züge. Start hat gegen die ausgesprochenen Strafen Widerspruch eingelegt, da die von der LNVG als Eigentümerin an Start vermieteten Fahrzeuge in einem nicht altersgemäßen und sehr schlechten Zustand sind.
Nach Problemen bei Instandhaltungsprozessen aufgrund des schlechten Allgemeinzustands der Fahrzeuge kam es ab Juni 2023 erneut zu erheblichen Ausfällen, zudem verkehrten viele Züge nur verkürzt. Start Niedersachsen-Mitte musste über mehrere Wochen den Zugverkehr auf der Linie RB 37 (Bahnstrecke Uelzen–Langwedel) einstellen. Im Juli 2023 erhielt Start Niedersachsen-Mitte eine Abmahnung durch die Landesnahverkehrsgesellschaft Niedersachsen (LNVG). Der Fahrgastverband Pro Bahn forderte die Landesnahverkehrsgesellschaft Niedersachsen auf, die Kündigung des Vertrags mit Start Niedersachsen-Mitte und einen Notbetrieb vorzubereiten. Anlässlich erneuter Einschränkungen, insbesondere auf der Linie RB 37 (Bremen–Soltau–Uelzen), wiederholte Pro Bahn im Februar 2024 die Forderung, dass die LNVG auch vor einer Kündigung des Verkehrsvertrages nicht zurückschrecken dürfe, nachdem die vorangegangene Abmahnung nicht zu einer Stabilisierung der Lage geführt hätte und die Situation weiterhin unzumutbar sei. Die LNVG forderte Start erneut auf, die Probleme bei der Fahrzeuginstandhaltung in den Griff zu bekommen. Start wies die Vorwürfe zurück und wies nochmalig auf den sehr schlechten Allgemeinzustand der Fahrzeuge mit Übernahme von den Vorbetreibern hin.
Die Landesnahverkehrsgesellschaft Niedersachsen (LNVG) veröffentlichte im März 2024 Kennzahlen zur Betriebsqualität, bei denen Start Niedersachsen Mitte im Vergleich zu anderen Verkehrsunternehmen schlecht abschnitt. So fielen 2023 im Bereich der LNVG die meisten Züge im Netz von Start Niedersachsen Mitte aus, die geringste Zuverlässigkeit im Hinblick auf kurzfristige Ausfälle im Gebiet der LNVG wiesen 2023 die Linien RB 37 (Bremen Hbf–Soltau–Uelzen) und RB 77 (Hildesheim Hbf–Hameln–Löhne–Bünde) auf. Die Linie RB 38 (Hannover Hbf–Soltau–Buchholz (Nordheide)–Hamburg-Harburg) wies im Jahr 2023 die geringste Pünktlichkeitsquote (bis 5 Minuten) aller untersuchten Linien auf (68 % im Vergleich zu 86 % der Nahverkehrszüge in Niedersachsen insgesamt). Aufgrund der mangelhaften Leistungen forderte die LNVG den DB-Konzern auf, bei Start Niedersachsen Mitte einzugreifen.

### Taunus-Netz

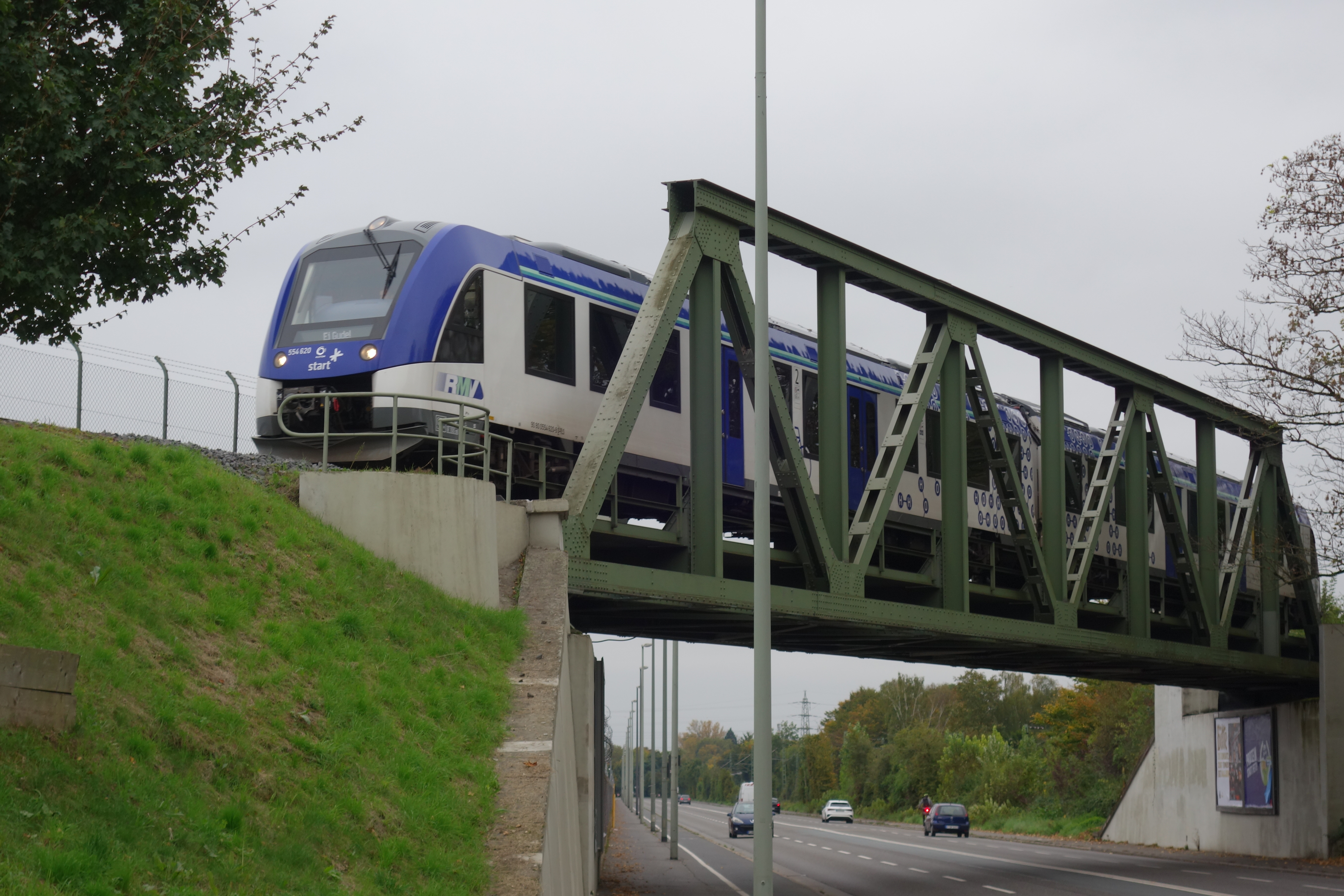
iLint-Triebwagen unterwegs zur Wasserstofftankstelle im Industriepark Höchst

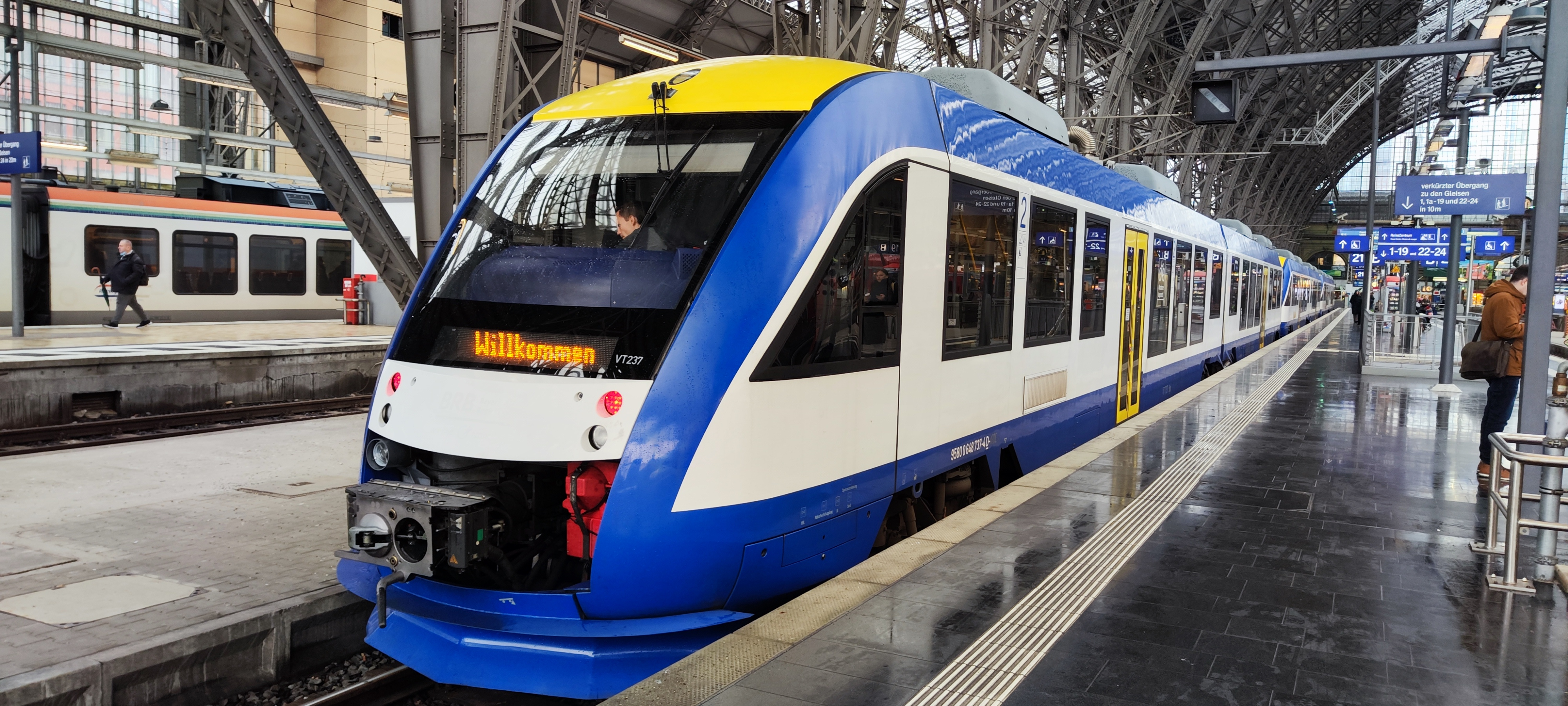
LINT 41 für das Taunus-Netz noch ohne Logo kurz nach Fahrplanwechsel

Im März 2022 gab der Rhein-Main-Verkehrsverbund (RMV) bekannt, dass Start ab Dezember 2022 den Betrieb im Taunus-Netz übernehmen soll. Dieses umfasst die Zugleistungen der Linien RB 11 (Bad Soden am Taunus–Frankfurt (Main) Höchst), RB 12 (Frankfurt (Main)–Königstein (Taunus)), RB 15 (Frankfurt (Main) (HVZ)–Bad Homburg–Brandoberndorf) und RB 16 (Bad Homburg–Friedberg (Hess)); diese Linien waren vorher von der Hessischen Landesbahn betrieben worden. Eingesetzt werden sollen 27 neue Züge der Alstom-Gruppe des Typs iLINT mit Wasserstoffantrieb. Da zur Betriebsaufnahme nicht genügend Neufahrzeuge ausgeliefert waren, setzt Start in den ersten Monaten auch Leihfahrzeuge (u. a. Baureihe 644 der Deutschen Bahn aus Dortmund) ein.
Im Dezember 2022 führte die Übernahme des Taunus-Netzes zu erheblichen Mobilitätseinschränkungen im Hochtaunuskreis; der Schienenverkehr wurde zeitweise komplett eingestellt. Ein bisher nicht näher bezeichnetes IT-Problem habe während des Ausfalls auf der Schiene dafür gesorgt, dass die Passagiere weder online noch an den Anzeigetafeln der Bahnhöfe über Ersatzbusse informiert wurden. Auch die Projektpartner RMV, Alstom (Bereitsteller der Wasserstofffahrzeuge) und Infraserv (Bereitsteller des Wasserstoffes) berichteten in einer gemeinsamen Presseerklärung über erhebliche Schwierigkeiten bei der Übernahme des Betriebs aufgrund technischer Probleme der Wasserstoffzüge.
Nach monatelangen Einschränkungen durch die zunehmende Verschlechterung der Wasserstoffzüge hat der RMV den Betrieb der Linie RB 11 ab dem 25. September 2023 „bis auf Weiteres“ an die S-Bahn Rhein-Main statt an die Start Regionalverkehre Deutschland vergeben müssen.

### Maas-Wupper-Express
Im Dezember 2021 gaben der Verkehrsverbund Rhein-Ruhr (VRR), der Nahverkehr Westfalen-Lippe (NWL) und das Ministerie van Infrastructuur en Waterstaat bekannt, dass Regionalverkehre Start Deutschland ab Dezember 2026 die stündlich verkehrende Regional-Express-Linie Maas-Wupper-Express (RE 13) zwischen Hamm, Hagen, Wuppertal, Düsseldorf, Mönchengladbach, Venlo und Eindhoven mit mehrsystemfähigen Fahrzeugen des Typs Stadler Flirt betreiben wird. Die Linie wird bisher von der Eurobahn betrieben und verkehrt nur zwischen Venlo und Hamm.

### Netz Mitteldeutschland
Am 7. Juli 2023 erteilte die Nahverkehrsservice Sachsen-Anhalt (NASA) an die Regionalverkehre Start Deutschland GmbH den Zuschlag für das Dieselnetz Sachsen-Anhalt (DISA II) – jetzt mit dem neuen Namen Mitteldeutschland. Der Betrieb beginnt mit dem Fahrplanwechsel im Dezember 2024 und hat eine Laufzeit von 8 Jahren.
Zum Einsatz kommen 57 Alstom Coradia LINT 41, davon werden 54 aufgrund des Insolvenzverfahren des bisherigen Betreiber Abellio Rail Mitteldeutschlands als Teil der Ausschreibung übernommen werden, drei Fahrzeuge sind angemietet. Diese werden weiterhin von der Verkehrs Industrie Systeme Halberstadt gewartet.

### Weitere Beteiligungen an Ausschreibungen

#### Ostsachsennetz II
Am 26. April 2018 gaben der ZVON, der ZVOE sowie der Liberecký kraj und der Ústecký kraj bekannt, dass ab Dezember 2019 die Verkehrsgesellschaft Start Ostsachsen mbH die Verkehrsleistungen auf den SPNV-Linien Dresden–Görlitz, Dresden–Zittau–Liberec und Liberec–Zittau–Seifhennersdorf für 12 Jahre erbringen soll.
Gegen diese Entscheidung legte der bisherige Betreiber Die Länderbahn, die die Linien mit ihrer Marke trilex bedient, Anfang Mai 2018 Einspruch bei der Vergabekammer der Landesdirektion Sachsen ein. Nach einer mündlichen Verhandlung am 14. September 2018 gab die Vergabekammer am 30. Oktober 2018 bekannt, dass der Zuschlag für das Streckennetz nicht an Start erfolgen darf, da das Unternehmen, nach Kammerauffassung, für diesen Auftrag nicht geeignet sei.
Am 13. November 2018 gab die Verkehrsgesellschaft Start Ostsachsen bekannt, dass man eine Beschwerde gegen das Urteil der Vergabekammer beim Oberlandesgericht in Dresden eingereicht hat. Das Unternehmen ist überzeugt davon, dass es die Eignungskriterien für diesen Auftrag erfüllt. Nach einer mündlichen Verhandlung am 31. Januar 2019 bestätigte das Oberlandesgericht Dresden am 15. Februar 2019 die Entscheidung der Vergabekammer. Demnach müssen die vier Aufgabenträger nun eine neue Zuschlagsentscheidung treffen, dürfen dabei das Angebot der Verkehrsgesellschaft Start Ostsachsen nicht berücksichtigen.
Der Zuschlag wurde am 2. April 2019 dem bisherigen Betreiber Die Länderbahn erteilt. Diese wird damit auch über 2019 hinaus den SPNV zwischen Dresden und der Oberlausitz erbringen.

#### Mittelrheinbahn
Im September 2020 hatte die Regionalverkehre Start Deutschland GmbH im Amtsblatt der Europäischen Union eine Ausschreibung für insgesamt 23 Gebrauchtfahrzeuge mit elektrischem Antrieb für den Betrieb in Deutschland veröffentlicht. Die in der Ausschreibung geforderten Merkmale und Zeiträume passen auf die Erforderlichkeiten des Verkehrsvertrages für die Strecke Köln–Koblenz–Mainz, welche derzeit von TransRegio unter dem Markennamen MittelrheinBahn betrieben wird. Die entsprechenden Verkehrsleistungen würden von 2023[veraltet] an bis Ende 2033 mit Option auf Verlängerung bis 2034 bzw. 2037 erbracht werden. Die Ausschreibung gewann jedoch im Juni 2021 letztendlich der bisherige Betreiber TransRegio.

## Geschäftsführung
Seit dem 1. Oktober 2019 ist Dirk Bartels Vorsitzender der Geschäftsführung der Regionalverkehre Start Deutschland GmbH.
Bartels leitet gemeinsam mit Andreas Best und Alexander Falkenmeier das Unternehmen und verantwortet die Bereiche Marketing und Betrieb. Er blickt auf eine langjährige Erfahrung im Schienenpersonennahverkehr u. a. bei der Transdev-Gruppe zurück. Alexander Falkenmeier hatte zuvor zahlreichen Leitungspositionen bei DB Regio inne und verantwortet die Bereiche Personal und IT. Andreas Best verfügt ebenfalls über umfangreiche Erfahrung aus dem DB-Konzern und verantwortet die Bereiche Finanzen, Vertrieb und Einkauf.